# 萊特日光
萊特日光（英語：Wright Solar）是一種由英國萊特巴士車身廠為斯堪尼亞L94UB及其後的斯堪尼亞K系列底盤生產的一款低地台單層巴士車身。Wright Solar車身設計取材自萊特日蝕。其相連的產品Wright Solar Fusion則裝於斯堪尼亞L94UA。
萊特日光及其姊妹設計萊特日蝕的名稱是源自1999年的一次日蝕。
2008年，萊特亦為斯堪尼亞K系列底盤裝上Solar Rural車身，以行走鄉郊路線。